# 一秒一秒約好
《一秒一秒約好》是臺灣女子偶像團體AKB48 Team TP第5張單曲，於2021年10月15日由喜歡音樂製作，環球及好言娛樂發行。同名標題曲是AKB48 Team TP第一首原創歌曲，由林于馨擔任Center（中心成員）。

## 背景
AKB48 Team TP官網於2021年8月27日公佈選拔成員名單，并于9月20日公布单曲名稱。同名標題曲於10月23、24日的《RESET》公演進行首次現場初披露。

## 收錄曲目
| CD   | CD                                 | CD                             | CD       | CD       | CD             |
| 曲序 | 曲目                               |                                | 作曲     | 编曲     | 原曲           |
| ---- | ---------------------------------- | ------------------------------ | -------- | -------- | -------------- |
| 1.   | 《一秒一秒約好》                   | no_my／天樂（中文詞）          | no_my    | no_my    | 原創曲         |
| 2.   | 《未來的果實》                     | 秋元康（原詞）／天樂（中文詞） | 岡田実音 | 高島智明 | 《未來的果實》 |
| 3.   | 《機會的順序》                     | 秋元康（原詞）／天樂（中文詞） | 小西裕子 | 生田真心 | 《機會的順序》 |
| 4.   | 《一秒一秒約好》（off vocal ver.） |                                |          |          |                |
| 5.   | 《未來的果實》（off vocal ver.）   |                                |          |          |                |
| 6.   | 《機會的順序》（off vocal ver.）   |                                |          |          |                |

| DVD  | DVD                |
| 曲序 | 曲目               |
| ---- | ------------------ |
| 1.   | 《一秒一秒約好》MV |

## 選拔成員
成員所屬為單曲單日發布情況。

### 一秒一秒約好
（中心成員：林于馨）
- Unit Daisy正式生：陳詩雅、潘姿怡、冼迪琦、柏靈、蔡亞恩
- Unit Bellflower正式生：劉語晴、藤井麻由、邱品涵、李佳俐
- Unit Sakura正式生：劉曉晴、林于馨、張羽翎
- Unit Daisy研究生：林佳霓
- Unit Bellflower研究生：王逸嘉
- Unit Sakura研究生：林易沄、林亭莉

其MV在桃園新屋的卡托米利庭園咖啡拍攝。單曲選拔組與上次同為16人編制。林易沄、王逸嘉、林亭莉、林佳霓都是首次進入選拔名單。張羽翎自組合第三張單曲《看見夕陽了嗎？》相隔兩作回歸選拔。

### 未來的果實
（中心成員：林于馨）
- Unit Sakura正式生：劉曉晴、林于馨、張羽翎
- Unit Sakura研究生：林易沄、小山美玲、鄭佳郁、高硯晨、吳騏卉、袁子筑、林亭莉

此曲翻唱自AKB48第5張單曲《我的太陽》中的收錄曲《未來的果實》。演唱組合由2020年第一屆運動會冠軍Unit Sakura演唱。

### 機會的順序
（中心成員：周佳郁）
- Unit Daisy正式生：李孟純（第9名）
- Unit Bellflower正式生：林倢（第12名）
- Unit Sakura正式生：林于馨（第2名）、周佳郁（第1名）
- Unit Daisy研究生：董子瑄（第8名）、吳婉淩（第7名）
- Unit Bellflower研究生：高云珏（第6名）、張法法（第11名）、周家安（第3名）
- Unit Sakura研究生：林家瑩（第5名）、小山美玲（第10名）、林亭莉（第4名）

此曲翻唱自AKB48第19張單曲《機會的順序》。括號內為第一屆猜拳大會排名。

## 外部連結
- 官方頻道影片（繁體中文）
  - YouTube上的《一秒一秒約好》完整版MV
  - YouTube上的《未來的果實》完整版MV